# Нове царство (Стародавній Єгипет)
30° пн. ш. 30° сх. д. / 30° пн. ш. 30° сх. д.
Нове царство — період в історії Стародавнього Єгипту, відомий найбільшим числом стародавніх єгипетських пам'ятників, розквітом єгипетської державності й створенням великої єгипетської «світової» держави, що припав на час правління трьох знаменних династій — XVIII, XIX, XX.
Хронологічні рамки епохи визначаються 1550–1069 рр. до н. е. Нове царство успадкувало у другому перехідному періоду — часу історичного занепаду Стародавнього Єгипту і завоювання країни семітськими народами гіксосів, — і передувало третьому перехідному періоду. Засновником Нового царства був фараон Яхмос I.

## Відновлення незалежності Єгипту
Внутрішня нестабільність в кінці XII династії, пов'язана з відсутністю у царя Аменемхета III хорошого наступника, привели до фіналу і розвалу Середнього царства. Політичний розкол дав можливість захопити Єгипет кочівникам-гіксосам до 1670 до н. е. Як і за часів I перехідного періоду, основна маса яких лягла на Нижній Єгипет, що дозволило зміцнити свої позиції фіванському князівству. Царі XVII фіванської династії Таа I і Таа II розгортають військове протистояння гіксоським фараонам і згуртовують навколо себе райони Верхнього Єгипту. Наступнику Секененра Таа II Камесу (1555–1552 рр. до н. е.) вдалося зломити сили гіксосів, в результаті чого, після впертої боротьби наступник Камеса Яхмос I скидає гіксоське ярмо з півночі, ставши засновником XVIII єгипетської династії. Яхмос I взяв столицю гіксосів Аваріс, а після трирічної облоги в 1549 році до н. е. позбавив їх опорного пункту в Ханаані — міста Шарухен.

## Заснування XVIII династії. Початок експансії в Азію
Війни Яхмоса I ще не придбали виражений завойовницький характер, оскільки були спрямовані на встановлення безпеки на південному і північному кордонах. Його наступники, в силу володіння високоефективною армією, почали проводити експансіоністську зовнішню політику. Спадкоємцем Яхмоса I був його син Аменхотеп I (Джесеркара), регентом при якому була його мати, Яхмос-Нефертарі. Це царственна пара в більш пізні часи виявилася обожествлене як засновниця великого Фіванського некрополя і прародителька XVIII династії. При Аменхотепі I встановилися державні кордони, що відповідали часу правління Сенусерта III (XII династія). Оскільки Аменхотеп помер, не залишивши спадкоємців, Яхмос-Нефертарі звела на престол чоловіка своєї дочки Мутнофрет Тутмоса I.
Тутмос I (Аахеперкара) розгорнув масштабні завойовницькі кампанії. Після успішного наступу в ході нубійської кампанії, війська Тутмоса I вирушили на північ, в Передню Азію, трощачи Палестину і Сирію. Єгипетська армія вперше досягає хурритської держави Мітанні на Євфраті, який вони назвали «перевернутою водою». Відновлення Тутмосом I впливу Єгипту на Близькому Сході в цілому своєрідно відбилося і в похованні фараона: він був першим похований в Долині Царів. Нове царство не було періодом будівництва царських пірамід, в зв'язку зі змінами в релігійно-заупокійних уявленнях.

## Розквіт в епоху Хатшепсут, Тутмоса III і Аменхотепа III
Фараони XVIII династії перетворили Єгипет у багатющу і провідну імперію того часу. Під час правління знаменитої цариці Хатшепсут (Мааткара-Хенеметамон) закінчилося відродження держави. Будучи дочкою Тутмоса I і дружиною Тутмоса II, незабаром після смерті чоловіка вона зайняла трон фараона і правила два десятиліття. Вона розширила кордони царства, особисто очоливши один з походів, займалася активною будівельною діяльністю (заупокійний храм Джесера джесеру в Дейр ель-Бахрі, споруди в Карнаці і ін.). При дворі цариці творили талановиті діячі. До них належить, наприклад, зодчий і верховний радник Хатшепсут Сененмут. При ній була відновлена міжнародна торгівля, відправлена знаменита експедиція в східноафриканську країну Пунт і проведено кілька військових походів.
Наступник цариці, її пасинок, малолітство якого і привело Хатшепсут до престолу — Тутмос III (Менхеперра) — став найзнаменитішим єгипетським воїном, створив імперію від Північної Сирії до V порога Нілу, повністю перемігши в 17 військових походах на півночі і на півдні, потіснивши сильні держави Близького Сходу, включаючи Мітанні і Вавилонію. У 1457 р. до н.е. Тутмос III взяв верх в битві при Мегіддо, де розбив коаліцію повсталих сиро-палестинських князів на чолі з правителем Кадеша і їх союзників-мітаннійців. Тутмоса III порівнюють з найвизначнішими полководцями давнини, називаючи його «Наполеоном Стародавнього світу».
Апогей могутності і слави Єгипту — правління «сонячного» Аменхотепа III (Небмаатра), при якому надзвичайних висот досягають відносини з сусідніми державами (про що свідчить Амарнський архів дипломатичної переписки), а також мистецтво, зокрема — скульптура і архітектура (Луксорський храм, залишки гігантського заупокійного храму та ін.). Пам'ять про золоту епоху Аменхотепа III на території РФ зберігають його гранітні сфінкси на набережній Неви в Санкт-Петербурзі.

## Реформи Ехнатона і крах XVIII династії
Згідно єгипетської релігійної доктрини, бог-батько фараона завжди присутній з ним на полі битви. Після кожного переможного походу царі забезпечували храми Амона, Ра, Птаха і інших богів колосальними багатствами, в якості подяки за успішну війну. До кінця правління Аменхотепа III це призвело до втручання жрецтва в політику і вплив на рішення царського двору. Однак посилення могутності храмів Амона занепокоїло ще Тутмоса IV, батька Аменхотепа. В їх противагу він активно висував культ сонячного божества, про що свідчать «Стела сну» у Великого Сфінкса, присвячена Хоремахету, триєдиному сонцю, як батькові фараона, і гігантський обеліск Ра в Карнаці (володінні Амона). Поступово популярність культу сонця досягла такого розмаху, що наступник Аменхотепа III Аменхотеп IV (Неферхепрура-Уаенра) висунув на передній план один з аспектів сонячного божества — зримий диска Атона. Цей різкий крок супроводжувався закриттям безлічі храмів по всьому Єгипту, розгоном жерців і переведенням їх незліченних багатств в царську скарбницю. Незабаром фараон змінив своє ім'я на Ехнатон («Дієвий від духу Атона»). Релігійна революція поклала крах великої імперії. Ехнатон встановив жорсткий терор, від якого страждали як придворні, так і простий народ. Скарбниця спорожніла, Єгипет втратив колишні міжнародні пріоритети, і вибухнула глибока внутрішня криза. Ехнатон втратив всіх надійних і міцних союзників в Передній Азії, з якими його батько підтримував дипломатичні відносини. 
«Фараон-єретик» помер на 17-му році правління. Часткове повернення до традиційної єгипетської релігії стався вже під час правління його наступника Сменхкара. Наступний фараон, який змінив ім'я з Тутанхатон на Тутанхамон і відновив політеїзм, не дожив до двадцятиріччя, після чого лінія спадкування обірвалася. Його усипальниця, відкрита в 1922 році Говардом Картером, стала одним з найбільших археологічних відкриттів, оскільки була однією з небагатьох царських гробниць, що не зазнала повного розграбування.
Анхесенамон, вдова Тутанхамона, звернулася до хетського царя Суппілуліума I з проханням надіслати їй в чоловіки одного зі своїх синів, зробивши його таким чином правителем Єгипту, так як не бажала виходити заміж за представника нижчого класу. Суппілуліума I відправив посла, який з'ясував, що ситуація описана вірно. Однак, хетський принц був убитий в дорозі на кордоні між Хетською і Єгипетською державами. У відповідь на це розгніваний Суппілуліума I оголосив війну залежним від Єгипту Сирії і Північному Ханаану. Серед єгипетських полонених спалахнула епідемія, яка призвела до спустошення Хетського царства — загинув як Суппілуліума I, так і його безпосередній спадкоємець.
Два останніх правителя XVIII династії, Ай і Хоремхеб, походили з числа придворних чиновників амарнского епохи, хоча Ай міг з метою отримання влади одружитися з вдовою Тутанхамона незадовго до її смерті. Правління Ай було коротким. Його наступник Хоремхеб був воєначальником при дворі Тутанхамона. Він також не мав дітей і обрав наступника.

## XIX династія
Родоначальником дев'ятнадцятої династії, яка правила в 1292–1186 рр. до н. е., став воєначальник фараона Хоремхеба, Парамсес, батько Сеті. Парамсеса особисто призначив своїм наступником попередній фараон, і він зійшов на трон під ім'ям Рамсес I. 
Рамсес I здійснив похід до Нубії на другому році правління, також при ньому були виконані деякі прибудови до Карнакського храму. Після смерті Рамсеса I трон успадкував його син, Сеті I (1296–1279 рр. до н. е.), який прославився своєю вражаючою гробницею в Долині Царів, яка є найбільшою скельною гробницею в історії Єгипту. 
Син Сеті I, Рамсес II (1290–1212 рр. до н. е.) став одним з найвідоміших фараонів в історії Єгипту завдяки великому будівництву храмів і статуй, а також пропагандистським матеріалами (наприклад, «Поема Пентаура»), який оспівував його походи в Нубію і Азію. Знаменита битва при Кадеші між єгиптянами і хетами стала першою битвою в історії з масштабним використанням колісниць, після закінчення якої був підписаний перший в історії мирний договір. Відомий Рамсес II і своїм особистим життям — від численних дружин він мав понад 100 синів і дочок. Мернептах (1212–1202 рр. до н. е.) — один з безлічі синів Рамсеса II, став фараоном лише в 60 років. Він відбив одну з перших навал «Народів моря». Мернептаху успадковував його син, Сеті II (1202–1195 рр. до н. е.), під час правління якого трон був узурповане Аменмесом (1200–1196 рр. до н. е.), імовірно онуком Рамсеса II. Після смерті Сеті II трон успадкував його син Саптах (1194–1188 рр. до н. е.), при регентстві своєї мачухи Таусерт, що стала після смерті Саптаха останнім фараоном XIX династії (1188–1186 рр. до н. е.). Правила вона недовго і з її смертю почалася анархія, в ході якої до влади прийшла XX династія.

## XX династія
XX і XIX династії найбільш часто зустрічається іменами фараонів «Рамессидів». Обставини зміни XIX династії на XX не дуже добре відомі. Засновником останньої був вельможа Сетнахт. Під час свого недовгого правління енергійний Сетнахт, який намагався продовжувати традиції Рамсеса II Великого, зміг вивести Єгипет з кризи, придушивши повстання в Єгипті і зміцнивши центральну владу. Під час тривалого правління його сина Рамсеса III, яке ознаменувалося великими військовими перемогами над другою лавиною «народів моря», а також колосальним храмовим будівництвом, влада фараона ще більш зміцнилася. Незважаючи на окремі успіхи Рамсеса III, під час його правління процес ослаблення Єгипту продовжився. Бажаючи отримати допомогу жрецтва, фараон надав багато привілеїв храмам, а також робив їм величезні пожертвування. В результаті значення жрецтва значно зросла, храми стали себе протиставляти центральній владі. Внутрішнє становище в Єгипті погіршувалося, скарбниця меншала (на цей період припадає перший відомий нам страйк будівельників). На тлі цього почалися чвари між різними придворними угрупованнями, а сам Рамсес III став жертвою однієї зі змов.
При спадкоємцях Рамсеса III влада фараонів ослабла ще сильніше. Уже при Рамсесі IV Єгипет втратив практично всі завойовані раніше володіння в Палестині і Сирії, зберігши за собою лише Нубію. При цьому почалось посилення ще під час правління Ехнатона політичного і економічного поділу Нижнього і Верхнього Єгипту, де влада поступово зосередилася в руках фіванських жерців Амона. При цьому пост верховного жерця Амона у Фівах став фактично спадковим. Під час правління Рамсеса III і Рамзеса IV цю посаду займав Рамсеснахт, потім його змінив син, Аменхотеп, який під час правління Рамсеса III був верховним жерцем Амона в Ель Кабе. Аменхотеп був верховним жерцем Амона у Фівах ще під час правління Рамсеса IX. У той час як влада і престиж часто змінюючих один одного фараонів зменшувалася, влада і багатство Аменхотепа збільшувалися. Фараони не могли цьому нічого протиставити, верховних жрець Аменхотеп чинив сильний вплив на фараона, отримуючи від нього різні почесті. Спроба Рамсеса IX зменшити права верховного жерця Амона провалилися. 
Під час правління XX династії почастішали пограбування гробниць фараонів в Долині Царів. Збереглися папіруси Еббота і Амхерста, що відносяться до 19 році правління Рамсеса IX, в яких описується розслідування обставин розграбування поховань фараона XIII династії Собекемсафа, а також фараонів XIX династії Рамсеса II і Сеті I. З фараонів XVIII–XX династій тільки мумії Аменхотепа II і Тутанхамона були знайдені в своїх гробницях. 
Під час правління Рамсеса XI, останнього правителя XX династії, в руках верховного жерця Амона Герігора виявилися зосереджені всі вищі державні посади — чаті і глави єгипетської армії.
Традиційно вважається, що після смерті Рамсеса XI влада в Південному Єгипті виявилася в руках верховного жерця Герігора, який проголосив себе фараоном, утворивши незалежну жрецьку державу. При цьому в Дельті це не визнали, там утворилася своя династія — XXI, яка правила з Таніса. В результаті Єгипет як єдина держава перестав існувати, почався період староєгипетської історії, який називається Третім перехідним періодом. У той же час історик І. А. Стучевський висунув гіпотезу, за якою Герігор був проголошений фараоном ще за життя Рамсеса XI, оскільки він помер до 25 року правління Рамсеса XI, коли його на посаді верховного жерця Амона змінив Піанх. Згідно Стучевського, після смерті Герігора його син Піанх не ризикнув прийняти титул фараона, оскільки його противником виступив правитель Нижнього Єгипту Несубанебджеда. Тільки син Піанха, Пінеджем I, став знову використовувати царську титулатуру.